# Smithornis sharpei
El eurilaimo cabecigrís (Smithornis sharpei) es una especie de ave paseriforme de la familia Eurylaimidae que vive en África Central.

## Distribución y hábitat
Se encuentra en las selvas de Camerún, Guinea Ecuatorial, Gabón, el sureste de Nigeria, el extremo suroccidental de la República Centroafricana, el oeste de la República del Congo y el este de la República Democrática del Congo.